# Ludomił German
Ludomił German (ur. 16 września 1851 w Dobczycach, zm. 21 stycznia 1920 we Lwowie) – polski  dramatopisarz, krytyk literacki, polityk demokratyczny, poseł na Sejm Krajowy Galicji i do austriackiej Rady Państwa. 

## Życie osobiste
Syn Karola i Joanny z Sobolewskich. Był synem dzierżawcy majątków ziemskich. Ukończył gimnazjum św. Anny oraz germanistykę i polonistykę na Uniwersytecie Jagiellońskim, na którym uzyskał doktorat z filozofii. Od 1877 pracował jako nauczyciel najpierw w gimnazjum w Jarosławiu (1877-1880) szkole realnej w Krakowie (1881-1888) w tej ostatniej został zastępcą dyrektora. Od 1889 referent Rady Szkolnej Krajowej we Lwowie a następnie jej członek i inspektor szkolny. Inicjator założenia w 1903, a następnie przewodniczący komisji urządzającej i zarządu Polskiego Muzeum Szkolnego we Lwowie. W latach 1905–1908 prezes Towarzystwa Literackiego im. Mickiewicza. Od 1906 jako radca dworu na emeryturze. Zaangażował się politycznie przeciwko dominacji konserwatystów w Galicji. Początkowo był w Stronnictwie Demokratyczno-Narodowym ale zrażony ich antysemityzmem w 1907 przeszedł do  Polskiego Stronnictwa Demokratycznego.
Z jej ramienia został posłem do Sejmu Krajowego Galicji IX i X kadencji z okręgu jarosławskiego. Był także posłem do austriackiej Rady Państwa XI (17 lutego 1907 – 30 marca 1911) i XII kadencji (17 lipca 1911 – 28 października 1918), wybranym z listy PSD w okręgu wyborczym nr 20 (Nowy Sącz-Nowy Targ). Był członkiem grupy demokratycznej Koła Polskiego w Wiedniu. Był również przewodniczącym komisji szkolnej Koła Polskiego. W Kole Polskim, zwłaszcza w tzw. bloku namiestnikowskim, liczono się poważnie z jego zdaniem. Dobry mówca, znakomicie władający językiem niemieckim, zabierał głos w kwestiach oświatowych występując w obronie szkolnictwa galicyjskiego oraz w dyskusjach budżetowych parlamentu. W parlamencie austriackim pełnił też w latach 1911-1918 funkcje wiceprezydenta Izby Poselskiej.  
W 1914 roku jako przedstawiciel demokratów był członkiem Naczelnego Komitetu Narodowego Aktywnie uczestniczył w pracach NKN - był m.in. przewodniczącym delegacji do spraw Królestwa Polskiego. Jeden z rzeczników rozwiązania sprawy polskiej o Austro-Węgry, obrońca  koncepcji trialistycznej, W 1918 starał się z powodzeniem u cesarza Karola I o ułaskawienie skazanych na śmierć w procesie w Marmarosz Sziget. Odmówił zarazem przyjęcia w tym czasie tytułu tajnego radcy.
Mimo rozległej działalności publicznej i zawodowej  zajmował się także twórczością literacką. Był m.in. autorem dwóch dramatów: HKT Dramat w czterech aktach przez Anonima (1899), Gdzie szczęście (1899), noweli Na zjeździe (1881). Był także autorem libretta do opery Władysława Żeleńskiego Goplana. oraz przekładu na język polski Pieśń o Nibelungach (Niedola Nibelungów, Warszawa 1884). 
23 lipca 1904 otrzymał tytuł Honorowego Obywatela Miasta Nowego Targu, a także honorowe obywatelstwo Jasła.
Ożenił się z  Emilą z domu Dietzius, z którą miał trzech synów: lekarza Adolfa (1880-1904), pisarza Juliusza (1880-1956) i Adama (1886-1904). Został pochowany na Cmentarzu Łyczakowskim we Lwowie.